# Jeff Johnson (Bassist)
Jeff Johnson (* 12. Dezember 1954 in Minneapolis) ist ein US-amerikanischer Jazz-Bassist.

## Biografie
Jeff Johnson spielte als Jugendlicher Rockmusik, bevor er sich dem Jazz zuwandte. Mit 20 Jahren arbeitete er mit Musikern der Jazzszene von Philadelphia; später u. a. mit Musikern wie Philly Joe Jones, Charlie Rouse, Barney Kessel, Chet Baker, Lew Tabackin und Eddie Daniels. 1984 legte er sein Debütalbum Harbinger vor. Seit 1990 in Seattle ansässig, wirkte er in den 1990er Jahren bei mehreren Alben der Pianisten Jessica Williams und Hal Galper mit und trat im John Stowell Trio auf; außerdem war er als Begleiter von Vokalisten wie Karrin Allyson, Mark Murphy, Tierney Sutton Marlena Shaw und Kendra Shank tätig. Johnson war auch Mitglied der Musiker-Kooperative Scenes und wirkte für das in Seattle ansässige Label Origin an einer Reihe von Aufnahmen mit. Mit seinem eigenen Trio, dem der Saxophonist Hans Teuber und der Schlagzeuger Bill Mintz angehört, nahm er mehrere Alben mit eigenen Kompositionen auf, die Origin erschienen. Musikalisch integriert er ältere Jazztraditionen mit Spielformen des europäischen Free Jazz und der improvisierten Musik. 

Jeff Johnson ist nicht zu verwechseln mit dem Jazzgitarristen Jef Lee Johnson, der u. a. mit James Carter und Ronald Shannon Jackson spielte.

## Diskographische Hinweise
- Free (Origin, 1999)
- The Art of Falling (Origin, 2001)
- New Earth (Origin, 2004)
- Tall Stranger (Origin, 2008)